# District de Nandurbar
Le district de Nandurbar (en Marathi:) est un district de la Division de Nashik du Maharashtra.

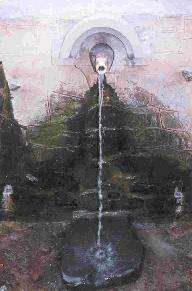
source d'eau chaude à Shahada.

## Description
Son chef-lieu est la ville de Nandurbar. Au recensement de 2011, sa population était de 1 648 295 habitants.